# Cúpula pentagonal elongada
En geometría, la cúpula pentagonal elongada es uno de los sólidos de Johnson (J20). Como sugiere su nombre, puede construirse elongando una cúpula pentagonal (J5) mediante la fijación de un prisma decagonal a su base. Este sólido también puede considerarse como una ortobicúpula pentagonal elongada (J38) a la que se ha quitado su "tapa" (que es otra cúpula pentagonal).
Los 92 sólidos de Johnson fueron nombrados y descritos por Norman Johnson en 1966.